# Керч (станція)
Керч — вузлова дільнична залізнична станція Кримської дирекції Придніпровської залізниці на перетині трьох ліній Владиславівка — Крим, Керч — Аршинцеве та Керч — Керч-Порт між станціями Багерове (10 км) та Керченський Завод (6 км). Розташована у західній частині однойменного міста.

## Пасажирське сполучення
Станом на 2018 рік по станції здійснювався приміський рух до станцій Джанкой (3 поїзди), Феодосія (1 поїзд). 